# 朴普煕
朴 普煕（パク・ポヒ、朝: 박보희、1930年8月18日 - 2019年1月12日 ）は、韓国人の宗教家、陸軍士官。世界平和統一家庭連合（旧統一教会）の古参幹部。「ニューズ・ワールド」、「ニューヨーク・シティー・トリビューン」元社長。韓国日刊紙『世界日報（セゲイルボ）』元発行人・元社長、米紙『ワシントン・タイムズ』元社長・元会長。「韓米文化自由財団」総裁。「カウサ・インターナショナル」会長。「世界平和連合」議長。「韓国文化財団」理事長。「中南米統合機構」総裁。「世界平和頂上会議」議長。「世界言論人協会」元会長。本貫は咸陽朴氏。

## 来歴
1930年8月18日、大日本帝国の併合下にあった朝鮮（後の韓国）忠清南道で誕生。
1950年、韓国陸軍士官学校に入学。朝鮮戦争に従軍。
1952年、アメリカジョージア州のフォートベニング陸軍歩兵学校に留学。1955年、陸軍歩兵学校に再留学(連合軍将校班)。1956年、国連軍司令部内の米軍事顧問団長専属副官に就任。
1957年、世界基督教統一神霊協会（現・世界平和統一家庭連合）に入教。
1960年10月14日、統一教会の伝道部長に就任。
1961年2月、駐米韓国大使館の陸軍武官補佐官に任命され、米国に赴任。1963年1月25日、娘の朴薫淑が生まれる
1964年3月、アメリカのワシントンD.C.に「韓国文化自由財団」を設立。韓国文化自由基金（KCFF）という寄金を募る。初代名誉総裁は当時、韓国の民主共和党の議長を務めていた国会議員の金鍾泌。同年10月、陸軍を除隊。除隊した日に「韓国文化自由財団」副会長に就任。
1965年、統一教会の世界宣教師として渡米。
1972年、文鮮明のアメリカでの講演会で特別補佐役兼通訳を務める。
1976年前半、KCIAは朴普煕を通じて、777双信者の江利川安栄に3000ドルを渡した。
1978年、アメリカ下院のフレイザー委員会に召喚される。同年6月22日、ドナルド・M・フレイザー下院議員を名誉毀損罪で訴える。
1982年5月、統一教会系の日刊新聞を発行する「ワシントン･タイムズ」社の初代社長に就任。
1984年2月20日、文鮮明は、朴普煕の娘の朴薫淑と、文鮮明の亡くなった次男の興進を霊魂結婚させた。それとともに文鮮明は朴薫淑を養女にした。
1986年、盧泰愚大統領の北方外交に呼応して中華人民共和国広東省でパンダ自動車計画を進める中、広東省長の伝手で北朝鮮と接触するきっかけとなる朴敬允と出会う。
1994年、文鮮明らと共に韓国の「世界日報」の社長として中国政府が手配した北京首都国際空港から北朝鮮を訪問し、金日成と会談。同年1月末、古田元男と金剛山国際グループ会長のマダム・パクこと朴敬允（パク・キョンユン）らと共に北朝鮮首相の姜成山（カン・ソンサン）と会談。同年7月13日、文鮮明の指示で、金日成の死を悼むため北朝鮮を訪問。朴は米市民権を持っているため、韓国政府の渡航許可が不要であった。金正日と会談。同年8月17日、国際勝共連合の幹部の誘いで元首相の中曽根康弘と会談。
1995年1月20日、神戸教会で、阪神大震災は日本が文鮮明を入国させないことが原因であるという旨を信者に語る。
2000年2月3日、北朝鮮の南浦(ナンポ)で行われた「平和自動車」起工式に出席。北朝鮮の金容淳（キム・ヨンスン）書記と南北首脳会談について討議。帰国後、韓国政府と協議。
2004年7月20日、「一和」工場の横の空き地にマンションを建てる契約を履行しなかったことで、相手の韓国人ビジネスマンから詐欺罪で提訴され、ソウル東部地区検察に逮捕される。求刑は12年。
2005年5月20日、前年の詐欺容疑の裁判について、ソウル東部地区検察から懲役5年の有罪判決を下され、ソウル地裁に控訴。2006年11月3日、詐欺容疑での裁判で懲役3年、執行猶予5年の判決。
2007年5月4日、韓国の統一教会の施設「天城旺臨宮殿」で行われた「天運相続つつじ浄火祭：天一国祝福家庭新しい出発特別修練会記念大役事」で講演。
2019年1月12日、死去。

## 親族
- 文薫淑（ムン・フンスク） - 娘。文鮮明の次男の文興進が交通事故がもとで1984年1月2日に死去すると、その1か月後、薫淑は文鮮明の指令により、文興進と「霊魂結婚」させられた。それとともに文鮮明は薫淑を養女にした[17][18]。世界平和女性連合の世界会長を務める[19]。

- 朴珍成（パク･チンソン） - 次男。文鮮明の次女の文仁進（ムン･インジン）と結婚した。

- 朴魯煕 - 弟[20]。妻の文蘭英は世界平和女性連合の元会長[21]。

## 著書
- 『日本の未来はどこへ行くのか―「希望の日」全国縦断講演』（光言社　1995年9月）ISBN 978-4876560424
- 『青年よ行け、そして世界を救え―21世紀の青年運動への提言』（光言社 1996年3月） ISBN 978-4876560479
- 『霊界晴れ晴れ 天運到来』（光言社 1997年4月）ISBN 978-4876560585
- 『証言〈上巻〉―私は生ける神の目撃者』（世界日報社 1997年12月） ISBN 978-4882010647
- 『証言〈下巻〉―文鮮明師と二十世紀秘史』（世界日報社 1998年4月） ISBN 978-4882010654
- 『文鮮明師の電撃的な北朝鮮訪問―第2次朝鮮戦争を阻止せよ! (「証言」普及版シリーズ (3) 』（世界日報社 2003年9月） ISBN 978-4882010777
- 『文鮮明師が演出した「レーガン地滑り的大勝利」―1%の可能性に賭けた文鮮明師の戦略とは!?　「証言」普及版シリーズ（1）』（世界日報社 2004年2月） ISBN 978-4882010791